# Hans-Eberhard Heyke
Hans-Eberhard Heyke (* 30. Mai 1925 in Celle; † 31. Januar 2013) war ein deutscher Chemiker und Wirtschaftswissenschaftler.

## Leben
Heyke studierte Chemie an der Georg-August-Universität Göttingen (1945–1952) und war Assistent an der Biochemischen Abteilung der Medizinischen Forschungsanstalt der Max-Planck-Gesellschaft in Göttingen. 1954 wurde er mit der Arbeit Zink-Komplexe einiger Aminosäuren und verwandter Verbindungen zum Dr. rer. nat. promoviert. Parallel studierte er Wirtschafts- und Sozialwissenschaften ab 1952 an der Universität Göttingen und ab 1955 an der Universität zu Köln. 1964 wurde er mit einer Arbeit über die Asiatisch-Afrikanische Konferenz von Bandung zum Dr. rer. pol. promoviert. 
1962 wurde er zum Professor für Chemie und Technische Chemie für Ingenieure an die Fachhochschule für Technik in Esslingen berufen. 1991 wurde er emeritiert. 
Heyke veröffentlichte über 150 Arbeiten zu Themen der Chemie, der Wirtschaftswissenschaften, der Politischen Wissenschaften, der Ingenieurspädagogik und einiger interdisziplinärer Gebiete, darunter seine 1993 erschienene Auseinandersetzung „Was ist Gott?“. Heyke engagierte sich in der Klimaforschung.

## Schriften
- Der Zerfall der Bundesrepublik (= Im Mittelpunkt der Diskussion Band 11.) Blick und Bild Verlag für Politische Bildung, Velbert/Kettwig 1968.
- Grundlagen der Allgemeinen Chemie und Technischen Chemie, Hüthig Heidelberg 1984 (3. Auflage), ISBN 3-7785-0939-X
- Was ist Gott?, Tykve Verlag Böblingen 2001, ISBN 3-925434-79-8